# Леляки (Прилуцький район)
Леляки́ — село в Україні, Чернігівської області, Прилуцький району. Входить до складу Варвинської селищної громади. Розташоване вздовж річки Удай. Відстань до центру громади 7 км. 

## Історія
Згадується як село Варвинської сотні у виданій 1900 року в Києві «Малороссійскія переписныя книги 1666 года».
Селище було приписане до церкви Різдва Богородиці у Варві.
Є на мапі 1812 року.
У 1862 році у володарському та казеному селі Леляки́ була церква та 113 дворів де жило  879 особи (432 чоловічої та 447 жіночої статі).
У 1911 році у селі Леляки́ була Михайлівська церква, церковно-прихідська школа та жило  1223 особи (604 чоловічої та 619 жіночої статі).

## Населення
Згідно з переписом УРСР 1989 року чисельність наявного населення села становила 531 особа, з яких 213 чоловіків та 318 жінок.
За переписом населення України 2001 року в селі мешкали 433 особи.

### Мова
Розподіл населення за рідною мовою за даними перепису 2001 року:
| Мова       | Відсоток |
| ---------- | -------- |
| українська | 98,40 %  |
| російська  | 1,60 %   |

## Промисловість
Поблизу села розвідане та експлуатується Леляківське нафтогазоконденсатне родовище.